# Бубново (Белгородская область)
Бубново — село в Корочанском районе Белгородской области России, административный центр Бубновского сельского поселения.

## География
Село Бубново расположено в срединной части региона, в лесостепной зоне, в пределах Среднерусской возвышенности, в 21,7 км по прямой к востоко-юго-востоку от районного центра, города Корочи, в 63,2 км по прямой к северо-востоку от северо-восточных окраин города Белгорода.

### Географическое положение
Ближайшие населённые пункты: село Хмелевое в 2,7 км к западо-северо-западу; село Лозное в 1 км к северу (в соседнем Чернянском районе); сёла Малое Городище в 1,4 км к югу, Васильдол в 2,88 км к юго-востоку (в Васильдольском сельском поселении соседнего Новооскольского района).

### Климат
Климат характеризуется как умеренно континентальный, с относительно мягкой зимой и тёплым продолжительным летом. Среднегодовая температура воздуха — 6 °C. Средняя температура воздуха самого холодного месяца (января) — −8,2 °C; самого тёплого месяца (июля) — 20,1 °C. Безморозный период длится 155 дней. Годовое количество атмосферных осадков составляет 452 мм, из которых 326 мм выпадает в период с апреля по октябрь. Снежный покров держится в течение 102 дней.

## История
Архивных сведений о возникновении села Бубнова нет, предположительно в 1658 году (то есть, после создания Белгородской засечной черты). Происхождение названия также не установлено, но есть версия, что село названо так по фамилии его владельца.
По переписи 1885 года поселение входило в состав Халанской волости Новооскольского уезда. Крестьяне, жившие в селе, были государственными душевыми, в селе насчитывалось 204 двора, население было зажиточным, занимались земледелием и животноводством, а также пчеловодством.
С 1886 года село стало относиться к Велико-Михайловской волости, Новооскольского уезда и жители села составили протокол об открытии церковно-приходской школы. Стали развиваться подсобные промыслы: производство колес, повозок, саней, бочек и др. столярных изделий. В селе было 3 маслобойни, 8 ветряных мельниц, церковь, церковно-приходская школа.
После победы революции в 1918 году в городе Короче был создан революционный совет и в село были направлены его представители, которые создали комитет бедноты.
В 1929 году начали организовываться колхозы, были раскулачены несколько семей. В результате коллективизации образовался колхоз имени Рыкова (Молотова), председателем стал Добрынин.
В 1933 году, спасаясь от голода, многие жители уезжали в посёлок Товарково Тульской области. До коллективизации в Бубново было 470 дворов, к 1933 году осталось 150.
В 1935 году на территории села образовалась машинно-тракторная станция.
В ходе Великой Отечественной войны село было оккупировано немецко-фашистскими войсками, с лета 1942 года по 07.02.1943 года, в Германию никто угнан не был, так как были в селе больные тифом. С фронта не вернулись 68 человек. В войну была сожжена МТС, всё разрушено. После войны началось мирное строительство и восстановление разрушенных зданий.
В 1958 году были построены клуб, библиотека, больница, родильный дом, СХТ, стали укрупнять колхозы, возник колхоз «Россия».
В 1963 году была открыта начальная школа, поздняя восьмилетняя школа.
В 1989 году построена новая школа, магазины.
В 1990 году из колхоза «Россия» вышли села Бубново и Хмелевое, вновь образовав колхоз «Ленинский путь», а в 1991 году село Бубново вышло из этого колхоза, образовав ООО «Победа», которое впоследствии было реорганизовано в ОАО «Бубновская нива» и 7 крестьянских фермерских хозяйств (КФХ).
В 2008 году в селе Бубнове открылся новый фельдшерско-акушерский пункт.

## Население
| 2002 | 2010 |
| ---- | ---- |
| 497  | ↘451 |

## Инфраструктура
Основа экономики — сельское хозяйство.
Действует школа, ФАП.

## Транспорт
Село доступно автотранспортом.